# Église Saint-Michel de Leuze

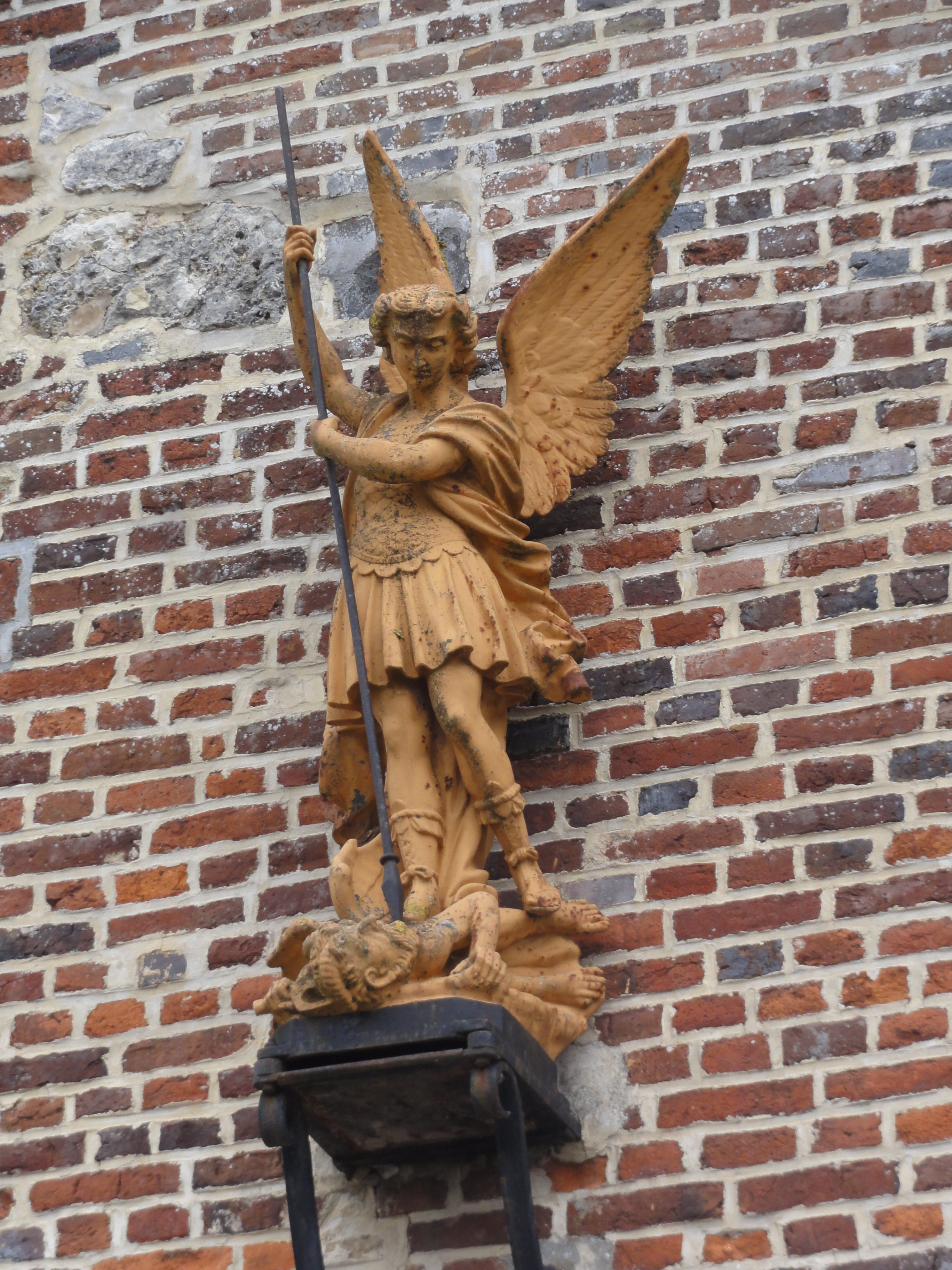
La statue de Saint Michel sur la façade

L'église Saint-Michel de Leuze est une église située à Leuze, en France.

## Localisation
L'église est située sur la commune de Leuze, dans le département de l'Aisne.